# Guyvalvoria savinkini
Guyvalvoria savinkini is een slakkensoort uit de familie van de Eubranchidae. De wetenschappelijke naam van de soort is voor het eerst geldig gepubliceerd in 2006 door Martynov.